# 1924年パリオリンピックの陸上競技
1924年パリオリンピックの陸上競技（1924ねんパリオリンピックのりくじょうきょうぎ）は、1924年7月6日から7月13日までの競技日程で実施された。

## 概要
男子のみ27種目で争われた。

## 競技結果
| 種目                 | 金 | 金        | 銀                                                                                                   | 銀        | 銅                                                                                     | 銅        |
| -------------------- | --- | --------- | --- | --------- | -------------------------------------------------------------------------------------- | --------- |
| 100m                 | ハロルド・エイブラハムス イギリス (GBR)                                                                      | 10秒6     | ジャクソン・ショルツ アメリカ合衆国 (USA)                                                            | 10秒7     | アーサー・ポリット ニュージーランド (NZL)                                              | 10秒8     |
| 200m                 | ジャクソン・ショルツ アメリカ合衆国 (USA)                                                                    | 21秒6     | チャールズ・パドック アメリカ合衆国 (USA)                                                            | 21秒7     | エリック・リデル イギリス (GBR)                                                        | 21秒9     |
| 400m                 | エリック・リデル イギリス (GBR)                                                                              | 47秒6     | ホレイショ・フィッチ アメリカ合衆国 (USA)                                                            | 48秒4     | ガイ・バトラー イギリス (GBR)                                                          | 48秒6     |
| 800m                 | ダグラス・ロウ イギリス (GBR)                                                                                | 1分52秒4  | パウル・マルティン スイス (SUI)                                                                      | 1分52秒6  | スカイラー・エンク アメリカ合衆国 (USA)                                                | 1分53秒0  |
| 1500m                | パーヴォ・ヌルミ フィンランド (FIN)                                                                          | 3分53秒6  | ヴィリー・シェーラー スイス (SUI)                                                                    | 3分55秒0  | ヘンリー・スタラード イギリス (GBR)                                                    | 3分55秒6  |
| 5000m                | パーヴォ・ヌルミ フィンランド (FIN)                                                                          | 14分31秒2 | ビレ・リトラ フィンランド (FIN)                                                                      | 14分31秒4 | エドヴィン・ヴィーデ スウェーデン (SWE)                                                | 15分01秒8 |
| 10000m               | ビレ・リトラ フィンランド (FIN)                                                                              | 30分23秒2 | エドヴィン・ヴィーデ スウェーデン (SWE)                                                              | 30分55秒2 | エーロ・ベルグ フィンランド (FIN)                                                      | 31分43秒0 |
| マラソン             | アルビン・ステンロース フィンランド (FIN)                                                                    | 2:41:22   | ロメオ・ベルティーニ イタリア (ITA)                                                                  | 2:47:19   | クラレンス・デマー アメリカ合衆国 (USA)                                                | 2:48:14   |
| 110mハードル         | ダニエル・キンゼイ アメリカ合衆国 (USA)                                                                      | 15秒0     | シドニー・アトキンソン 南アフリカ (RSA)                                                              | 15秒0     | ステン・ペテション スウェーデン (SWE)                                                  | 15秒4     |
| 400mハードル         | モーガン・テイラー アメリカ合衆国 (USA)                                                                      | 52秒6     | エリック・ビュレーン フィンランド (FIN)                                                              | 53秒8     | イヴァン・ライリー アメリカ合衆国 (USA)                                                | 54秒2     |
| 3000m障害            | ビレ・リトラ フィンランド (FIN)                                                                              | 9分33秒6  | エリアス・カッツ フィンランド (FIN)                                                                  | 9分44秒0  | ポール・ボンタン フランス (FRA)                                                        | 9分45秒2  |
| 4 x 100mリレー       | アメリカ合衆国 ローレン・マーチソン ルイス・クラーク フランク・ハッシー アルフレッド・リコニー               | 41秒0     | イギリス ハロルド・エイブラハムス ウォルター・レンジリー ウィリアム・ニコル ランスロット・ロイル     | 41秒2     | オランダ ヤン・デ・フリース ヤコブ・ボート ハリー・ブロース リヌス・ファンデンベルゲ   | 41秒8     |
| 4 x 400mリレー       | アメリカ合衆国 コモドール・コクラン アラン・ヘルフリッチ オリバー・マクドナルド ウィリアム・スティーブンソン | 3分16秒0  | スウェーデン アーサー・スベンソン エリック・ビュレーン グスタフ・ヴェイリナート ニルス・エングダール | 3分17秒0  | イギリス エドワード・トムズ ジョージ・レンウィック リチャード・リプリー ガイ・バトラー | 3分17秒4  |
| 3000m団体            | フィンランド パーヴォ・ヌルミ ビレ・リトラ エリアス・カッツ                                                  | 8点       | イギリス バートラム・マクドナルド ハリー・ジョンストン ジョージ・ウェバー                            | 14点      | アメリカ合衆国 エドワード・カービー ウィリアム・コックス ウィラード・チベッツ          | 25点      |
| 10km競歩             | ウーゴ・フリジェリオ イタリア (ITA)                                                                          | 47分49秒0 | ゴードン・グッドウィン イギリス (GBR)                                                                | 48分37秒9 | セシル・マクマスター 南アフリカ (RSA)                                                  | 49分08秒0 |
| 走高跳               | ハロルド・オズボーン アメリカ合衆国 (USA)                                                                    | 1m98cm    | リロイ・ブラウン アメリカ合衆国 (USA)                                                                | 1m95cm    | ピエール・ルーダン フランス (FRA)                                                      | 1m92cm    |
| 棒高跳               | リー・バーンズ アメリカ合衆国 (USA)                                                                          | 3m95cm    | グレン・グラハム アメリカ合衆国 (USA)                                                                | 3m95cm    | ジェームズ・ブルッカー アメリカ合衆国 (USA)                                            | 3m90cm    |
| 走幅跳               | ウィリアム・デハート・ハバード アメリカ合衆国 (USA)                                                          | 7m44cm    | エドワード・ゴーディン アメリカ合衆国 (USA)                                                          | 7m27cm    | スヴェレ・ハンセン ノルウェー (NOR)                                                    | 7m26cm    |
| 三段跳               | ニック・ウィンター オーストラリア (AUS)                                                                      | 15m52cm   | ルイス・ブルネット アルゼンチン (ARG)                                                                | 15m42cm   | ビルホ・ツーロス フィンランド (FIN)                                                    | 15m37cm   |
| 砲丸投               | クラレンス・ハウザー アメリカ合衆国 (USA)                                                                    | 14m99cm   | グレン・ハートランフト アメリカ合衆国 (USA)                                                          | 14m89cm   | ラルフ・ヒルズ アメリカ合衆国 (USA)                                                    | 14m64cm   |
| 円盤投               | クラレンス・ハウザー アメリカ合衆国 (USA)                                                                    | 46m15cm   | ヴィルホ・ニーティマー フィンランド (FIN)                                                            | 44m95cm   | トーマス・リーブ アメリカ合衆国 (USA)                                                  | 44m83cm   |
| ハンマー投           | フレデリック・トゥーテル アメリカ合衆国 (USA)                                                                | 53m29cm   | マット・マクグラス アメリカ合衆国 (USA)                                                              | 50m84cm   | マルコム・ノークス イギリス (GBR)                                                      | 48m87cm   |
| やり投げ             | ヨニ・ミューラ フィンランド (FIN)                                                                            | 62m96cm   | グンナル・リンドストロム スウェーデン (SWE)                                                          | 60m92cm   | ユージーン・オバースト アメリカ合衆国 (USA)                                            | 58m35cm   |
| 五種競技             | エーロ・レートネン フィンランド (FIN)                                                                        | 14点      | エメレル・ソンファイ ハンガリー (HUN)                                                                | 16点      | ロバート・ルジャンドル アメリカ合衆国 (USA)                                            | 18点      |
| 十種競技             | ハロルド・オズボーン アメリカ合衆国 (USA)                                                                    | 7710.775  | エマーソン・ノートン アメリカ合衆国 (USA)                                                            | 7350.895  | アレクサンデル・クルムベルグ＝コルムペレ エストニア (EST)                              | 7329.360  |
| クロスカントリー個人 | パーヴォ・ヌルミ フィンランド (FIN)                                                                          | 32分54秒8 | ビレ・リトラ フィンランド (FIN)                                                                      | 34分19秒4 | アール・ジョンソン アメリカ合衆国 (USA)                                                | 35分21秒0 |
| クロスカントリー団体 | フィンランド パーヴォ・ヌルミ ビレ・リトラ ヘイッキ・リーマタイネン                                          | 11点      | アメリカ合衆国 アール・ジョンソン アーサー・スチューデンロス オーガスト・フェイジャー                | 14点      | フランス アンリ・ラヴォー ガストン・ウエ モーリス・ノーラン                            | 20点      |

## 各国メダル数
| 順 | 国・地域               | 金 | 銀 | 銅 | 計 |
| -- | ---------------------- | -- | -- | -- | -- |
| 1  | アメリカ合衆国 (USA)   | 12 | 10 | 10 | 32 |
| 2  | フィンランド (FIN)     | 10 | 5  | 2  | 17 |
| 3  | イギリス (GBR)         | 3  | 3  | 5  | 11 |
| 4  | イタリア (ITA)         | 1  | 1  | 0  | 2  |
| 5  | オーストラリア (AUS)   | 1  | 0  | 0  | 1  |
| 6  | スウェーデン (SWE)     | 0  | 3  | 2  | 5  |
| 7  | スイス (SUI)           | 0  | 2  | 0  | 2  |
| 8  | 南アフリカ (RSA)       | 0  | 1  | 1  | 2  |
| 9  | アルゼンチン (ARG)     | 0  | 1  | 0  | 1  |
| 9  | ハンガリー (HUN)       | 0  | 1  | 0  | 1  |
| 11 | フランス (FRA)         | 0  | 0  | 3  | 3  |
| 12 | エストニア (EST)       | 0  | 0  | 1  | 1  |
| 12 | オランダ (NED)         | 0  | 0  | 1  | 1  |
| 12 | ニュージーランド (NZL) | 0  | 0  | 1  | 1  |
| 12 | ノルウェー (NOR)       | 0  | 0  | 1  | 1  |